# Малуси-Малі
Малуси-Малі (пол. Małusy Małe) — село в Польщі, у гміні Мстув Ченстоховського повіту Сілезького воєводства.
Населення — 301 особа (2011).
У 1975-1998 роках село належало до Ченстоховського воєводства.

## Демографія
Демографічна структура станом на 31 березня 2011 року:
|          | Загалом | Допрацездатний вік | Працездатний вік | Постпрацездатний вік |
| -------- | ------- | ------------------ | ---------------- | -------------------- |
| Чоловіки | 157     | 40                 | 101              | 16                   |
| Жінки    | 144     | 22                 | 90               | 32                   |
| Разом    | 301     | 62                 | 191              | 48                   |